# Переруела
Переруела (ісп. Pereruela) — муніципалітет в Іспанії, у складі автономної спільноти Кастилія-і-Леон, у провінції Самора. Населення — 655 осіб (2010).
Муніципалітет розташований на відстані близько 210 км на північний захід від Мадрида, 26 км на південний захід від Самори.
На території муніципалітету розташовані такі населені пункти: (дані про населення за 2010 рік)
- Арсільйо: 27 осіб
- Сернесіна: 9 осіб
- Лас-Енільяс: 17 осіб
- Малільйос: 53 особи
- Переруела: 333 особи
- Пуебліка-де-Кампеан: 31 особа
- Сан-Роман-де-лос-Інфантес: 21 особа
- Собрадільйо-де-Паломарес: 75 осіб
- Сого: 50 осіб
- Ла-Туда: 39 осіб

## Демографія
Динаміка населення (INE ):